# Halowe Mistrzostwa Świata w Lekkoatletyce 2025 – bieg na 1500 m mężczyzn
Bieg na 1500 metrów mężczyzn – jedna z konkurencji biegowych rozgrywanych podczas halowych lekkoatletycznych mistrzostw świata w Nanjing’s Cube w Nankinie.
Tytułu mistrzowskiego z 2024 nie bronił Geordie Beamish.

## Terminarz
Źródło: worldathletics.org.
| Data     | Godzina |            |
| -------- | ------- | ---------- |
| 21 marca | 19:18   | Eliminacje |
| 23 marca | 20:15   | Finał      |

## Rekordy
W poniższej tabeli przedstawiono (według stanu przed rozpoczęciem mistrzostw) rekord świata, rekord halowych mistrzostw świata, rekordy kontynentów oraz najlepszy wynik na listach światowych w 2025.
|                                   | Zawodnik           | Wynik    | Miejsce    | Data                |
| --------------------------------- | ------------------ | -------- | ---------- | ------------------- |
| Rekord świata                     | Jakob Ingebrigtsen | 3:29,63+ | Liévin     | 13 lutego 2025(dts) |
| Rekord halowych mistrzostw świata | Samuel Tefera      | 3:32,77  | Belgrad    | 20 marca 2022(dts)  |
| Rekord Afryki                     | Samuel Tefera      | 3:31,04  | Birmingham | 16 lutego 2019(dts) |
| Rekord Ameryki Południowej        | Federico Bruno     | 3:38,03  | Sabadell   | 8 lutego 2022(dts)  |
| Rekord Ameryki Północnej          | Yared Nuguse       | 3:31,74  | Nowy Jork  | 8 lutego 2025(dts)  |
| Rekord Australii i Oceanii        | Oliver Hoare       | 3:32,35  | Nowy Jork  | 13 lutego 2021(dts) |
| Rekord Azji                       | Belal Mansoor Ali  | 3:36,28  | Sztokholm  | 20 lutego 2007(dts) |
| Rekord Europy                     | Jakob Ingebrigtsen | 3:29,63+ | Liévin     | 13 lutego 2025(dts) |
| Listy światowe                    | Jakob Ingebrigtsen | 3:29,63+ | Liévin     | 13 lutego 2025(dts) |

## Listy światowe
Poniższa tabela przedstawia 10 najlepszych wyników na świecie uzyskanych w sezonie 2025 przed rozpoczęciem mistrzostw.
Źródło: worldathletics.org.
| Poz. | Zawodnik           | Reprezentacja     | Wynik    | Data              | Miejsce   |
| ---- | ------------------ | ----------------- | -------- | ----------------- | --------- |
| 1.   | Jakob Ingebrigtsen | Norwegia          | 3:29,63+ | 13 lutego(dts) br | Liévin    |
| 2.   | Yared Nuguse       | Stany Zjednoczone | 3:31,74+ | 8 lutego(dts) br  | Nowy Jork |
| 3.   | Hobbs Kessler      | Stany Zjednoczone | 3:31,89+ | 8 lutego(dts) br  | Nowy Jork |
| 4.   | Azeddine Habz      | Francja           | 3:32,24+ | 8 lutego(dts) br  | Nowy Jork |
| 5.   | Isaac Nader        | Portugalia        | 3:32,59  | 13 lutego(dts) br | Liévin    |
| 6.   | Cameron Myers      | Australia         | 3:32,67+ | 8 lutego(dts) br  | Nowy Jork |
| 7.   | Robert Farken      | Niemcy            | 3:33,14+ | 8 lutego(dts) br  | Nowy Jork |
| 8.   | Neil Gourley       | Wielka Brytania   | 3:33,18+ | 8 lutego(dts) br  | Nowy Jork |
| 9.   | Andrew Coscoran    | Irlandia          | 3:33,40+ | 8 lutego(dts) br  | Nowy Jork |
| 10.  | Ethan Strand       | Stany Zjednoczone | 3:33,41+ | 1 lutego(dts) br  | Boston    |
| 10.  | Gary Martin        | Stany Zjednoczone | 3:33,41+ | 8 lutego(dts) br  | Nowy Jork |

Pogrubioną czcionką oznaczono zawodników, którzy wzięli udział w mistrzostwach.

## Wyniki

### Eliminacje
Awans: Dwóch najlepszych z każdego biegu (Q) oraz jeden z najlepszym czasem wśród przegranych (q).
Źródło: worldathletics.org.
| Pozycja | Bieg | Zawodnik                | Reprezentacja     | Czas    | Uwagi |
| ------- | ---- | ----------------------- | ----------------- | ------- | ----- |
| 1.      | 1    | Neil Gourley            | Wielka Brytania   | 3:36,60 | Q     |
| 2.      | 1    | Sam Prakel              | Stany Zjednoczone | 3:36,93 | Q     |
| 3.      | 1    | Adrián Ben              | Hiszpania         | 3:36,95 | q,    |
| 4.      | 1    | Ruben Verheyden         | Belgia            | 3:37,94 |       |
| 5.      | 1    | Charles Grethen         | Luksemburg        | 3:38,10 |       |
| 6.      | 2    | Jakob Ingebrigtsen      | Norwegia          | 3:39,80 | Q     |
| 7.      | 2    | Raphael Pallitsch       | Austria           | 3:40,08 | Q     |
| 8.      | 2    | Andrew Coscoran         | Irlandia          | 3:40,79 |       |
| 9.      | 1    | Filip Sasínek           | Czechy            | 3:40,86 |       |
| 10.     | 2    | Joao Bussotti           | Włochy            | 3:40,92 |       |
| 11.     | 3    | Luke Houser             | Stany Zjednoczone | 3:41,16 | Q     |
| 12.     | 3    | Samuel Pihlström        | Szwecja           | 3:42,21 | Q     |
| 13.     | 3    | Oliver Hoare            | Australia         | 3:42,29 |       |
| 14.     | 3    | Kieran Lumb             | Kanada            | 3:42,32 |       |
| 15.     | 2    | Foster Malleck          | Kanada            | 3:42,55 |       |
| 16.     | 2    | Seyed Amir Zamanpour    | Iran              | 3:43,37 | NR    |
| 17.     | 3    | Liu Dezhu               | Chiny             | 3:43,55 | SB    |
| 18.     | 3    | Uģis Jocis              | Łotwa             | 3:50,27 |       |
| 19.     | 2    | Aarón Hernández Bolaños | Salwador          | 3:57,77 | PB    |
| 20.     | 4    | Mariano García          | Hiszpania         | 4:02,68 | Q     |
| 21.     | 4    | Isaac Nader             | Portugalia        | 4:02,75 | Q     |
| 22.     | 4    | Festus Lagat            | Kenia             | 4:02,99 |       |
| 23.     | 4    | Anass Essayi            | Maroko            | 4:04,16 |       |
| 24.     | 4    | Melese Nberet           | Etiopia           | 4:05,04 |       |
| 25.     | 4    | Adam Fogg               | Wielka Brytania   | 4:06,02 |       |
| 26.     | 3    | Hugh Kent               | Guam              | 4:07,37 | PB    |

### Finał
Źródło: worldathletics.org.
| Pozycja | Zawodnik           | Reprezentacja     | Czas    | Uwagi |
| ------- | ------------------ | ----------------- | ------- | ----- |
| 01 !    | Jakob Ingebrigtsen | Norwegia          | 3:38,79 |       |
| 02 !    | Neil Gourley       | Wielka Brytania   | 3:39,07 |       |
| 03 !    | Luke Houser        | Stany Zjednoczone | 3:39,17 |       |
| 4.      | Isaac Nader        | Portugalia        | 3:39,58 |       |
| 5.      | Samuel Pihlström   | Szwecja           | 3:39,67 |       |
| 6.      | Adrián Ben         | Hiszpania         | 3:39,96 |       |
| 7.      | Raphael Pallitsch  | Austria           | 3:41,01 |       |
| 8.      | Mariano García     | Hiszpania         | 3:41,83 |       |
| 9.      | Sam Prakel         | Stany Zjednoczone | 3:44,48 |       |